# Татусі без шкідливих звичок
«Татусі без шкідливих звичок» (фр. On ne choisit pas sa famille) — французька кінокомедія режисера Крістіана Клав'є, яка була знята у 2011 році. Продюсером та сценаристом також є Крістіан Клав'є. Це його режисерський дебют.

## Сюжет
Цезар Боргнолі, дилер італійських автомобілів, перебуває на межі розорення. Його сестра Алекс, яка живе в парі зі своєю подругою Кім, пропонує зберегти сімейний бізнес, запропонувавши своєму брату угоду.
Лесбійська пара хоче більше, ніж що-небудь удочерити Майлі, тайську дівчинку-сироту 5 років. Але Цезар повинен видати себе за чоловіка Кім. Проблема в тому, що Майлі живе в Таїланді, а за законами цієї країни прийомні батьки повинні бути нормальною подружньою парою.

## В ролях
- Крістіан Клав'є — Цезар Боргнолі;
- Жан Рено — Лікар Люікс;
- Мюріель Робен — Кім;
- Хелена Ногерра — Алекс;
- Мішель Вюєрмоз — Джон-Пол;
- Майлі Флорентін Дао — Майлі.

## Дубляж
Українською фільм озвучено в 2012 році студією AAA-sound на замовлення компанії Каскад Україна.
Ролі озвучували Андрій Альохін, Ірина Грей, Юрій Ребрик, Олександр Єфімов та інші.